# UTC−07:00
 (août 2024).
Si vous disposez d'ouvrages ou d'articles de référence ou si vous connaissez des sites web de qualité traitant du thème abordé ici, merci de compléter l'article en donnant les références utiles à sa vérifiabilité et en les liant à la section « Notes et références ».
UTC-7 est un fuseau horaire, en retard de 7 heures sur UTC.

## Zones concernées

### Toute l'année
UTC-7 est utilisé toute l'année dans les pays et territoires suivants (heure normale des Rocheuses) :
- Canada :
  -  Colombie-Britannique (nord-est : la majeure partie du district régional de la Peace River) ;
  -  Yukon.

- États-Unis :  Arizona (sauf la Nation navajo).

- Mexique :
  -  Sonora ;
  -  Colima (les îles Revillagigedo sauf l'île Clarion).

### Heure d'hiver (hémisphère nord)
Les zones suivantes utilisent UTC-7 pendant l'heure d'hiver (dans l'hémisphère nord) et UTC-6 à l'heure d'été (heure des Rocheuses) :
- Canada :
  -  Alberta ;
  -  Colombie-Britannique (sud-est) ;
  -  Territoires du Nord-Ouest (sauf Tungsten) ;
  -  Nunavut (ouest) ;
  -  Saskatchewan (uniquement la région de Lloyminster).

- États-Unis :
  -  Arizona (uniquement la Nation navajo) ;
  -  Colorado ;
  -  Dakota du Nord (sud-ouest) ;
  -  Dakota du Sud (ouest) ;
  -  Idaho (en grande partie, notamment le sud) ;
  -  Kansas (ouest) ;
  -  Montana ;
  -  Nebraska (ouest) ;
  -  Nevada (petite partie) ;
  -  Nouveau-Mexique ;
  -  Oregon (petite partie) ;
  -  Texas (ouest) ;
  -  Utah ;
  -  Wyoming.

- Mexique :
  -  Basse-Californie-du-Sud ;
  -  Chihuahua ;
  -  Nayarit (en grande partie) ;
  -  Sinaloa.

### Heure d'hiver (hémisphère sud)
Aucune zone n'utilise UTC-7 pendant l'heure d'hiver (dans l'hémisphère sud) et UTC-6 à l'heure d'été.

### Heure d'été (hémisphère nord)
Les zones suivantes utilisent UTC-7 pendant l'heure d'été (dans l'hémisphère nord) et UTC-8 à l'heure d'hiver (heure du Pacifique) :
- Canada :  Colombie-Britannique (en grande partie).
- États-Unis :
  -  Californie ;
  -  Idaho (nord) ;
  -  Nevada (en grande partie) ;
  -  Oregon (en grande partie) ;
  -  Washington.
- Mexique :  Basse-Californie.

### Heure d'été (hémisphère sud)
Aucune zone n'utilise UTC-7 pendant l'heure d'été (dans l'hémisphère sud) et UTC-8 à l'heure d'hiver.

## Géographie
UTC-7 correspond en théorie à une zone dont les longitudes sont comprises entre 97,5° W et 112,5° W  et l'heure initialement utilisée correspondait à l'heure solaire moyenne du 105e méridien ouest.
Aux États-Unis et au Canada, le fuseau horaire est appelé Mountain Standard Time (Heure Normale des Rocheuses, abrégé en MST) ou durant l'été, Pacific Daylight Time (Heure avancée du Pacifique, abrégé en PDT).